# Honorio Rosales
Honorio Rosales (Calbayog, 21 november 1859 - ?) was een Filipijns politicus.

## Biografie
Honorio Rosales werd geboren op 21 november 1859 in Calbayog in de Filipijnse provincie Samar. Hij voltooide zijn middelbareschoolopleiding aan het Colegio de San Juan de Letran. Nadien studeerde hij nog aan het Colegio de San Carlos, het tegenwoordige University of San Carlos.
Rosales was in 1892 vredesrechter in zijn geboorteplaats Calbayog. In 1900 werd hij aangesteld als openbaar aanklager van de provincie Samar. In 1902 werd Rosales gekozen in de gemeenteraad van Calbayog. Deze functie bekleedde hij tot hij in juli 1907 voor twee jaar werd gekozen als afgevaardigde namens het eerste kiesdistrict van Samar in de eerste Filipijnse Assemblee.